# Держава Абд аль-Кадіра
Держа́ва Абд аль-Ка́діра — держава в західній та центральній частині Алжира. Створена Абд аль-Кадіром 1832 року в ході збройної боротьби алжирського народу проти французьких завойовників. Столиця — місто Маскара.
Зазнавши в боротьбі з цією державою низки військових поразок, Франція 1834 року вимушена була підписати з Абд аль-Кадіром мирний договір й визнати його емірат. Порушення французами договору призвело до поновлення війни. В червні 1835 року війська аль-Кадіра розбили біля річки Макта французькі війська. 1837 року Франція підписала з Абд аль-Кадіром Тафнійський договір, за яким його держава включала майже весь західний та центральний Алжир. На сході країни, в Кабілії, частина племен також визнала владу еміра.
Абд аль-Кадір прийняв титул емір аль-мумінін (повелитель правовірних), створив радчу Вищу раду з улемів та виконавчу Установчу раду з везирів. Попередня османсько-яничарська адміністрація була зруйнована, територія держави розділена на 8 халіфаликів (областей) на чолі з халіфами та низку агаликів (районів) на чолі з ага, які мали право скасовувати рішення шейхів племен і навіть зміщувати їх. Поділ племен на привілейовані (ахль аль-махзен — люди держави) та оподатковані (рая) був ліквідований, встановлювалась рівність перед законом різних племен та релігійних братств, а також етнічних груп (османів, маврів тощо).
Суддівські справи були забрані з відання феодалів, в кожне плем'я призначався суддя (каді), який отримував державну зарплатню. Була введена монополія зовнішньої торгівлі, доходи від якої йшли на утримання армії. Поряд з ополченням була створена регулярна армія (приблизно 10 тисяч осіб), яку навчали марокканські, туніські та європейські інструктори. Формально визнавши себе васалом марокканського султана, Абд аль-Кадір отримав від нього значну допомогу грошима та зброєю. Аль-Кадір налагодив виробництво зброї та боєприпасів, створив декілька смуг оборони, побудував ливарний та 2 порохових заводи, ткацьку мануфактуру. Було закладено низку нових міст — Саїда, Таза, Тагдам. З повстаннями феодальної знаті велась боротьба.
1839 року війна відновилась, до 1843 року територія емірата була завойована французами. Абд аль-Кадір відступив у Марокко, однак 1844 року марокканці, які зазнали поразки у французько-марокканській війні 1844 року, були вимушені відмовити йому у підтримці. Абд аль-Кадір повернувся в Алжир, де в 1845-47 роках продовжував боротьбу з колонізаторами.